# Maximilian Stadler
Padre Maximilian Johann Karl Dominik Stadler (Melk, 4 agosto 1748 – Vienna, 8 novembre 1833) è stato un abate, compositore, musicologo e pianista austriaco.

## Biografia
Nel 1766 entrò nel monastero benedettino dell'abbazia di Melk, dove prestò servizio come monaco benedettino e priore dal 1784 al 1786. Nel 1786 fu abate dell'abbazia di Lilienfeld e dal 1789 nel abbazia di Kremsmünster.
Dal 1791 visse a Linz e dal 1796 a Vienna, dove stabilì la tenuta di Wolfgang Amadeus Mozart e fu responsabile dell'archivio musicale imperiale. Dal 1803 fu parroco di Großkrut nella Bassa Austria fino a quando non si ritirò nel 1816 a Vienna per dedicarsi alla musica. Stadler fu tra le personalità più importanti della vita musicale viennese a cavallo tra il XVIII e il XIX secolo. Fece amicizia con Mozart, Joseph Haydn, Ludwig van Beethoven e Franz Schubert e scrisse numerosi saggi su Mozart. Completò alcune delle opere incompiute di Mozart.
Scrisse il Materialen zur Geschichte der Musik unter den österreichischen Regenten (Materiali sulla storia della musica sotto la reggenza austriaca) incompiuto, considerato la prima antologia della storia della musica in Austria. La maggior parte delle sue opere sono conservate nella Biblioteca nazionale austriaca e nella Gesellschaft der Musikfreunde di Vienna.
Tra il 1823 e il 1824 fu uno dei cinquanta compositori che compose una variazione su un valzer di Anton Diabelli per Vaterländischer Künstlerverein.

## Opere
- Oratorio Die Befreyung von Jerusalem (Vienna, 1813)
- Cantate
- Lieder e cori
- Musica sacra, fra cui due Requiem, quattro Messe, una Messa in tedesco e numerose composizioni minori
- Musica per strumenti a tastiera
- Adattamenti dalle opere per sestetto d'archi: "Così fan tutte", "Idomeneo", "Zauberflöte“ di Mozart, altre composizioni di Gluck e Cherubini.
- Scritti teorici e di storia della musica, fra cui Die Vertheidigung der Echtheit des Mozart'schen Requiem (Vienna, 1826)